# Keldon Johnson
Keldon Johnson (* 11. Oktober 1999 in Chesterfield, Virginia) ist ein US-amerikanischer Basketballspieler, welcher seit 2019 bei den San Antonio Spurs in der National Basketball Association (NBA) unter Vertrag steht. Johnson ist 1,96 Meter groß und läuft meist als Small Forward auf.

## Laufbahn
Johnson spielte als Jugendlicher für die Mannschaft der Oak Hill Academy (US-Bundesstaat Virginia). Im November 2017 gab er seinen Entschluss bekannt, auf Hochschulebene für die University of Kentucky zu spielen. Damit erteilte er der University of Texas, der UCLA sowie der University of Kansas, die sich ebenfalls um Johnson bemüht hatten, eine Absage. Bei Kentucky spielte er für Trainer John Calipari, der dafür bekannt ist, zahlreiche Talente auf den Sprung in die NBA vorbereitet zu haben. Johnson stand bei 36 seiner 37 Einsätze für Kentucky im Spieljahr 2018/19 in der Anfangsaufstellung und war mit 13,5 Punkten je Begegnung drittbester Korbschütze der Mannschaft. Zudem kam er auf einen Mittelwert von 5,9 Rebounds pro Partie. Im April 2019 verkündete Johnson seinen Wechsel ins Profigeschäft sowie seine Anmeldung zum Draft-Verfahren der NBA. Die San Antonio Spurs wählten ihn an 29. Stelle aus.

### Nationalmannschaft
2021 wurde er mit der US-Nationalmannschaft Olympiasieger.

## Karriere-Statistiken

### NBA

#### Hauptrunde
| Saison  | Team        | GP  | GS  | MPG  | FG % | 3P % | FT % | RPG | APG | SPG | BPG | PPG  |
| ------- | ----------- | --- | --- | ---- | ---- | ---- | ---- | --- | --- | --- | --- | ---- |
| 2019–20 | San Antonio | 17  | 1   | 17.7 | .596 | .591 | .795 | 3.4 | 0.9 | 0.8 | 0.1 | 9.1  |
| 2020–21 | San Antonio | 69  | 67  | 28.5 | .479 | .331 | .740 | 6.0 | 1.8 | 0.6 | 0.3 | 12.8 |
| 2021–22 | San Antonio | 75  | 75  | 31.9 | .466 | .398 | .756 | 6.1 | 2.1 | 0.8 | 0.2 | 17.0 |
| 2022–23 | San Antonio | 63  | 63  | 32.7 | .452 | .329 | .749 | 5.0 | 2.9 | 0.7 | 0.2 | 22.0 |
| 2023–24 | San Antonio | 69  | 27  | 29.5 | .454 | .346 | .792 | 5.5 | 2.8 | 0.7 | 0.3 | 15.7 |
| Gesamt  | Gesamt      | 293 | 232 | 29.9 | .465 | .358 | .760 | 5.5 | 2.3 | 0.7 | 0.2 | 16.3 |